# 蒙特罗伊
蒙特罗伊（西班牙語：Montroy，巴倫西亞語發音：[monˈtɾɔj]）是西班牙巴伦西亚自治区巴伦西亚省的一个市镇。总面积31平方公里，总人口1628人（2001年），人口密度53人/平方公里。